# Cantons de Besançon
Pour les articles homonymes, voir Besançon (homonymie).
Entre 1973 et 2014 la ville de Besançon ainsi qu'une partie de son agglomération étaient divisée en six cantons, comptant au total environ 129 067 habitants en 2006.
- Le canton de Besançon-Est est formé d’une partie de Besançon (24 998 habitants) ;
- Le canton de Besançon-Nord-Est est formé d’une partie de Besançon (21 910 habitants) ;
- Le canton de Besançon-Nord-Ouest est formé d’une partie de Besançon (16 710 habitants) ;
- Le canton de Besançon-Ouest est formé d’une partie de Besançon (21 972 habitants) ;
- Le canton de Besançon-Planoise est formé d’une partie de Besançon (20 994 habitants) ;
- Le canton de Besançon-Sud est formé d’une partie de Besançon (22 483 habitants).

Le redécoupage de 2014 a réduit de 35 à 19 le nombre de cantons du Doubs. Besançon et ses environs sont toujours répartis entre 6 cantons  numérotés de 1 à 6, mais leurs périmètres sont différents des précédents.

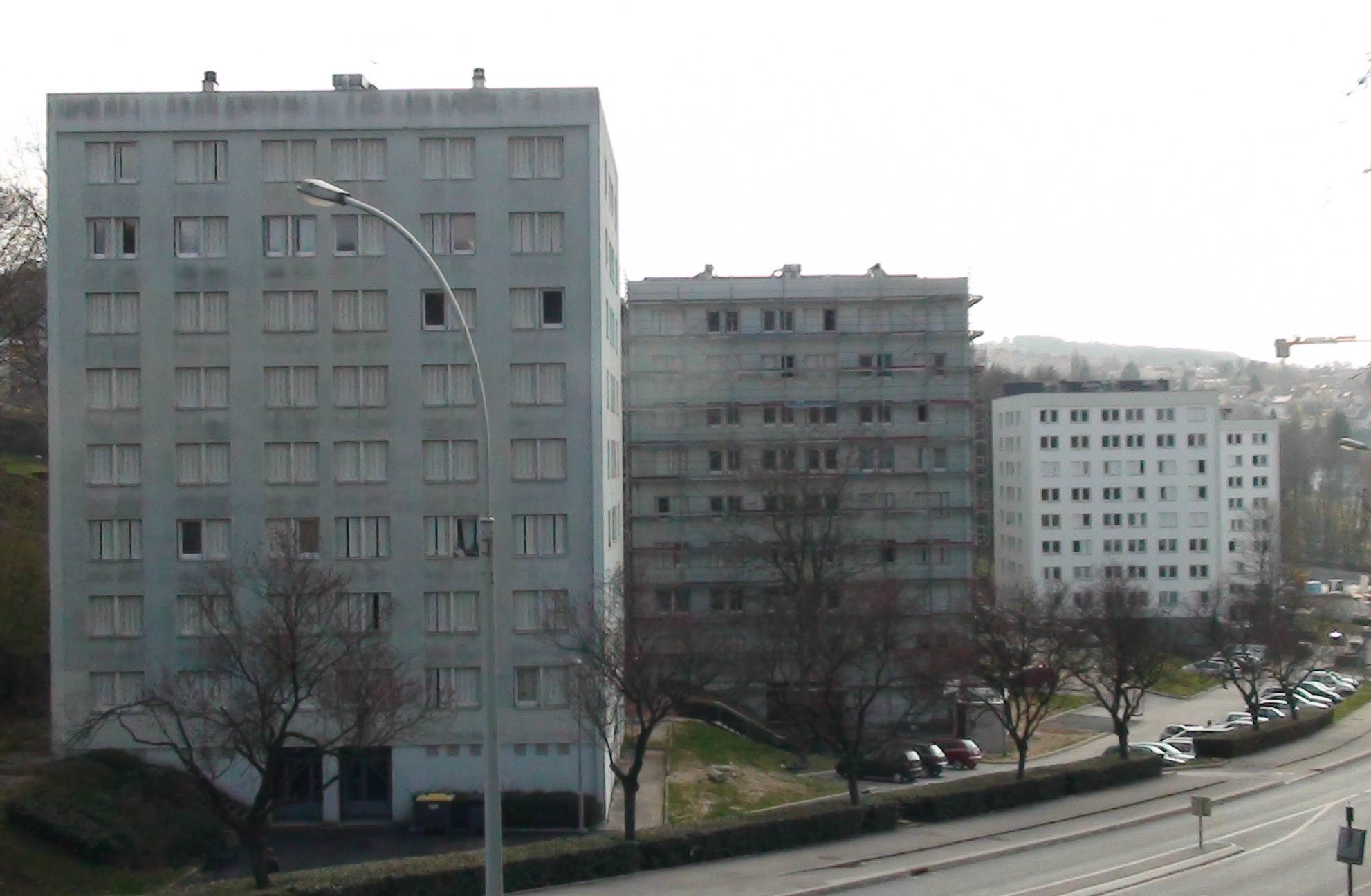
Besançon-Est : les Clairs-Soleils.
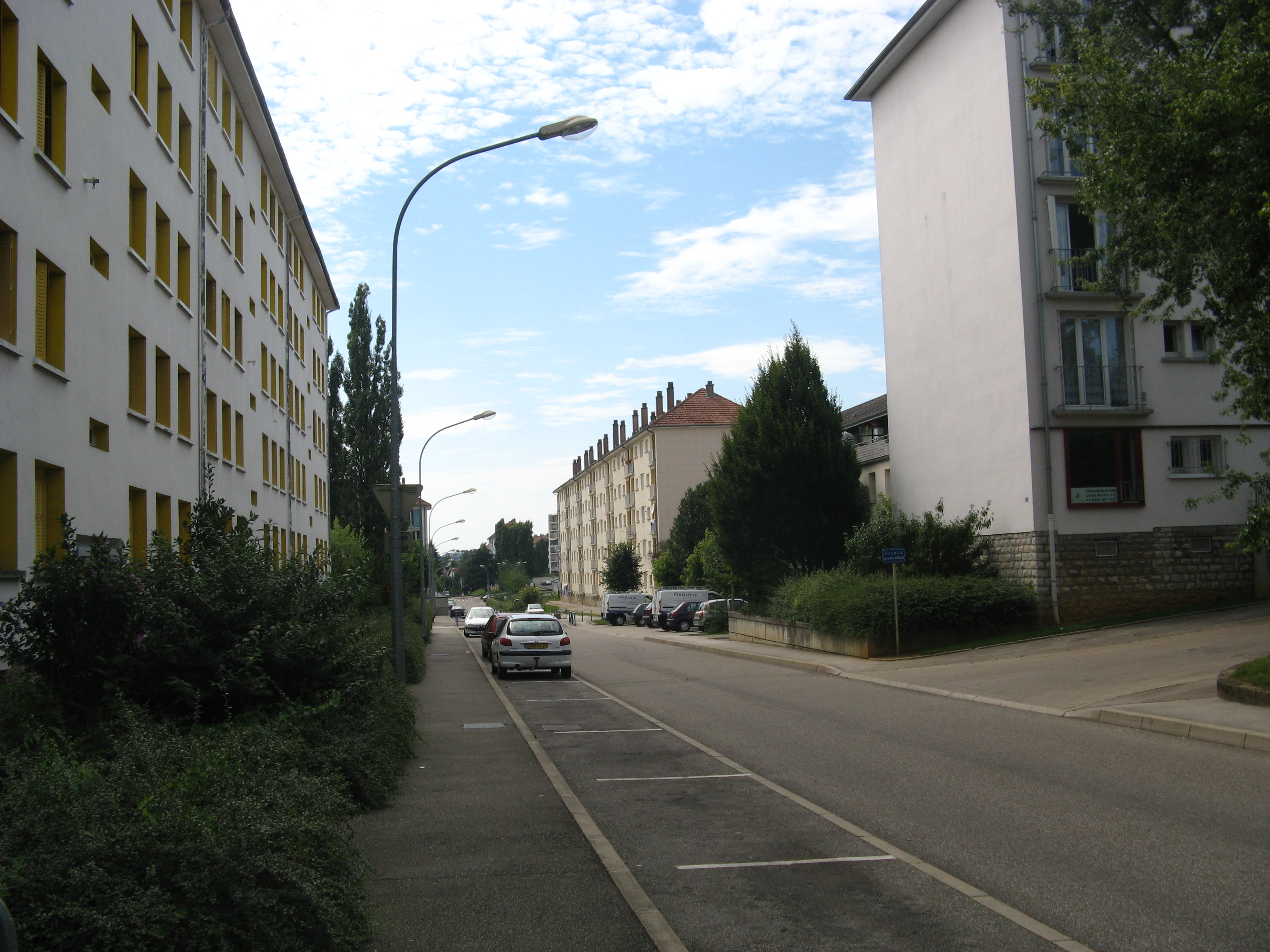
Besançon-Nord-Est : les Orchamps.
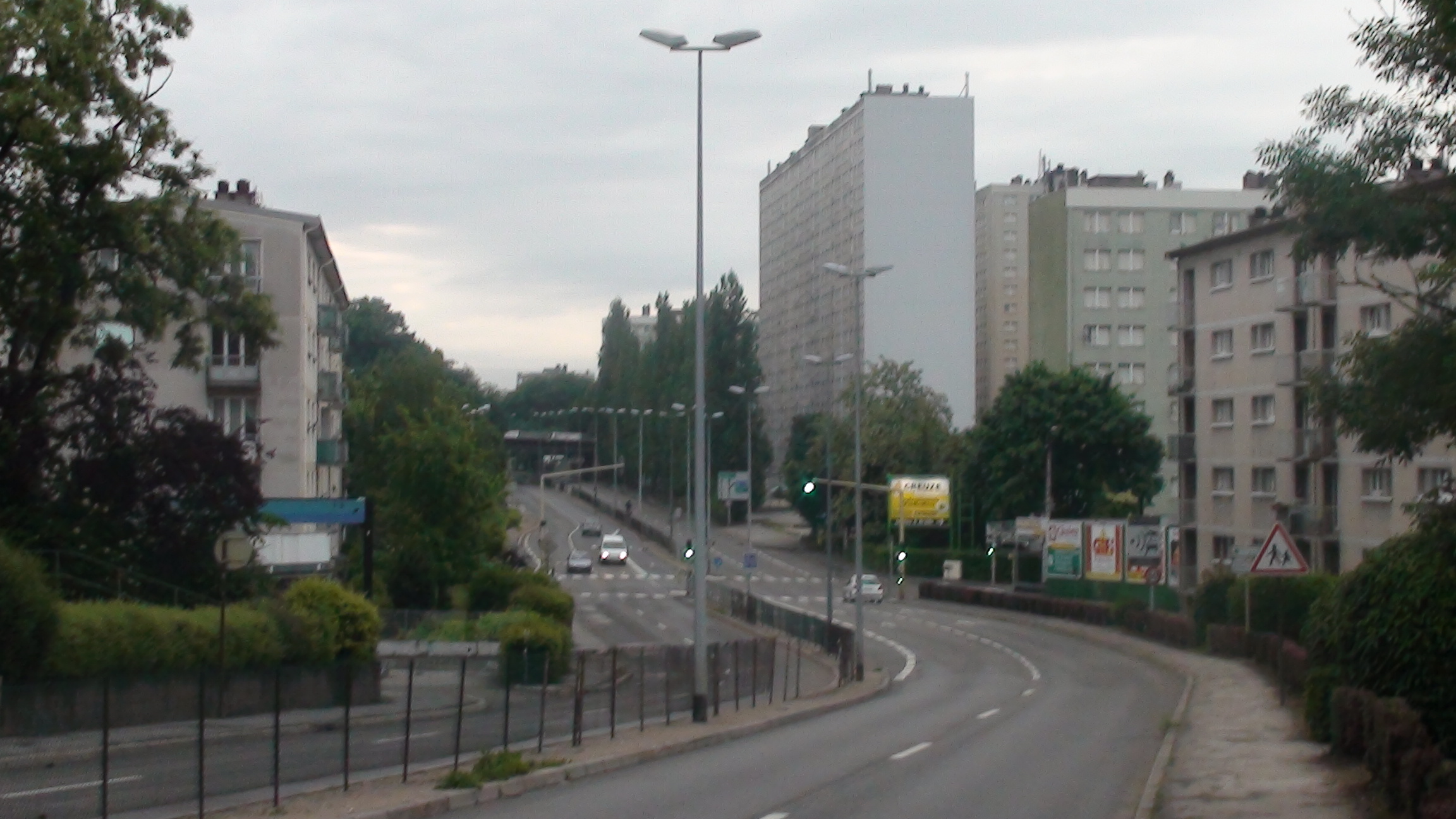
Besançon-Nord-Ouest : Montrapon-Fontaine-Écu.
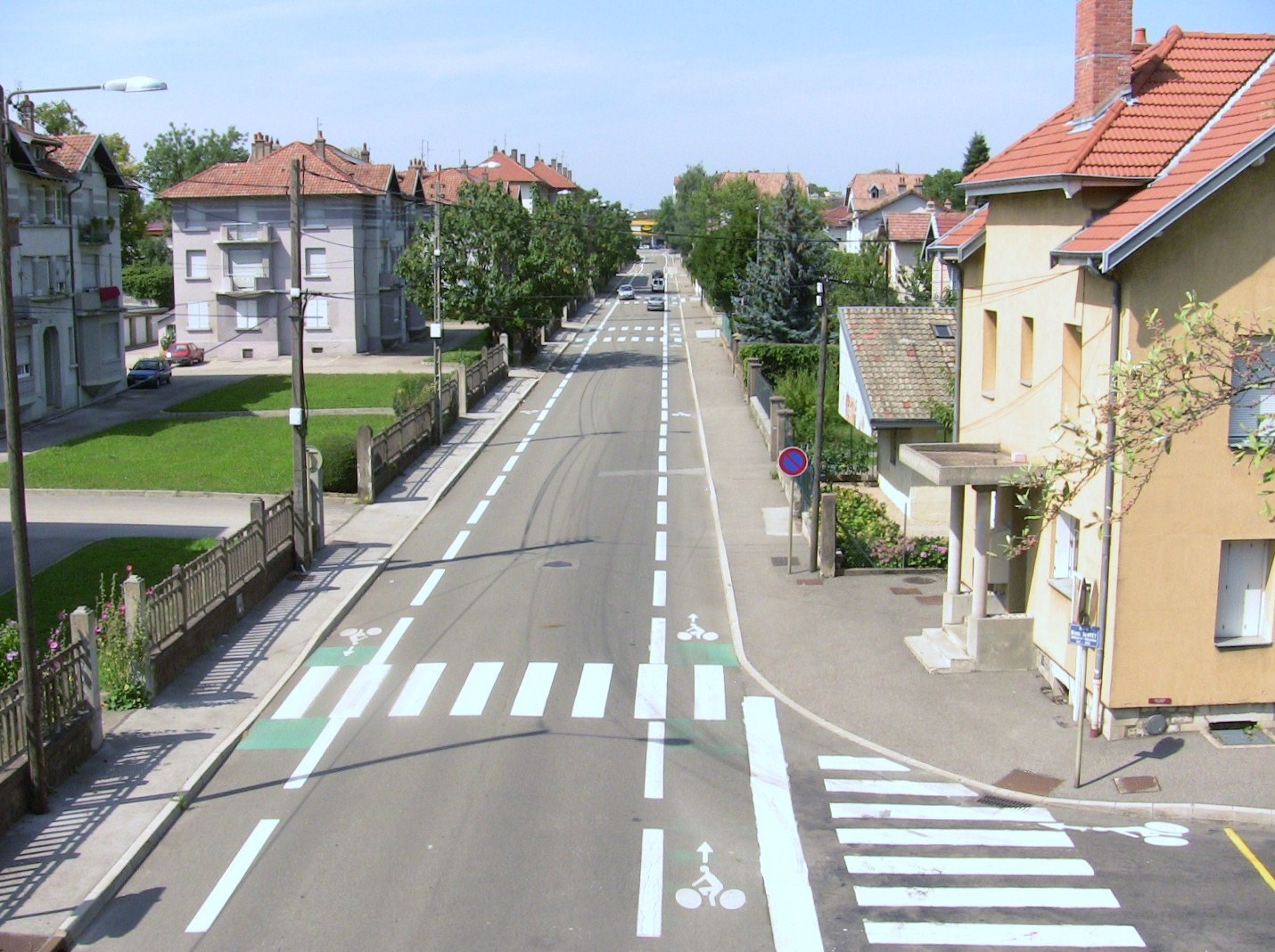
Besançon-Ouest : Grette-Butte.
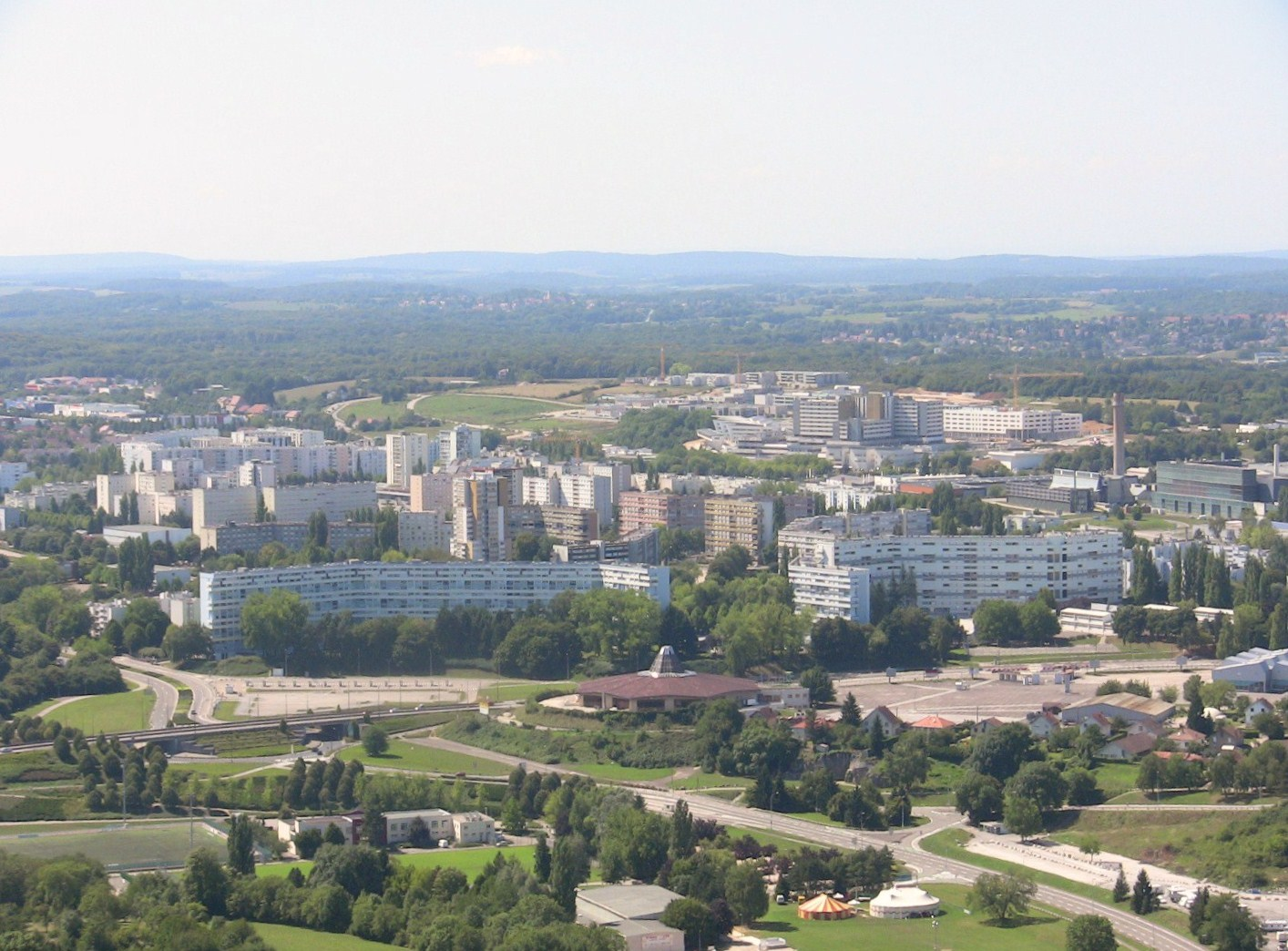
Besançon-Planoise : Planoise.
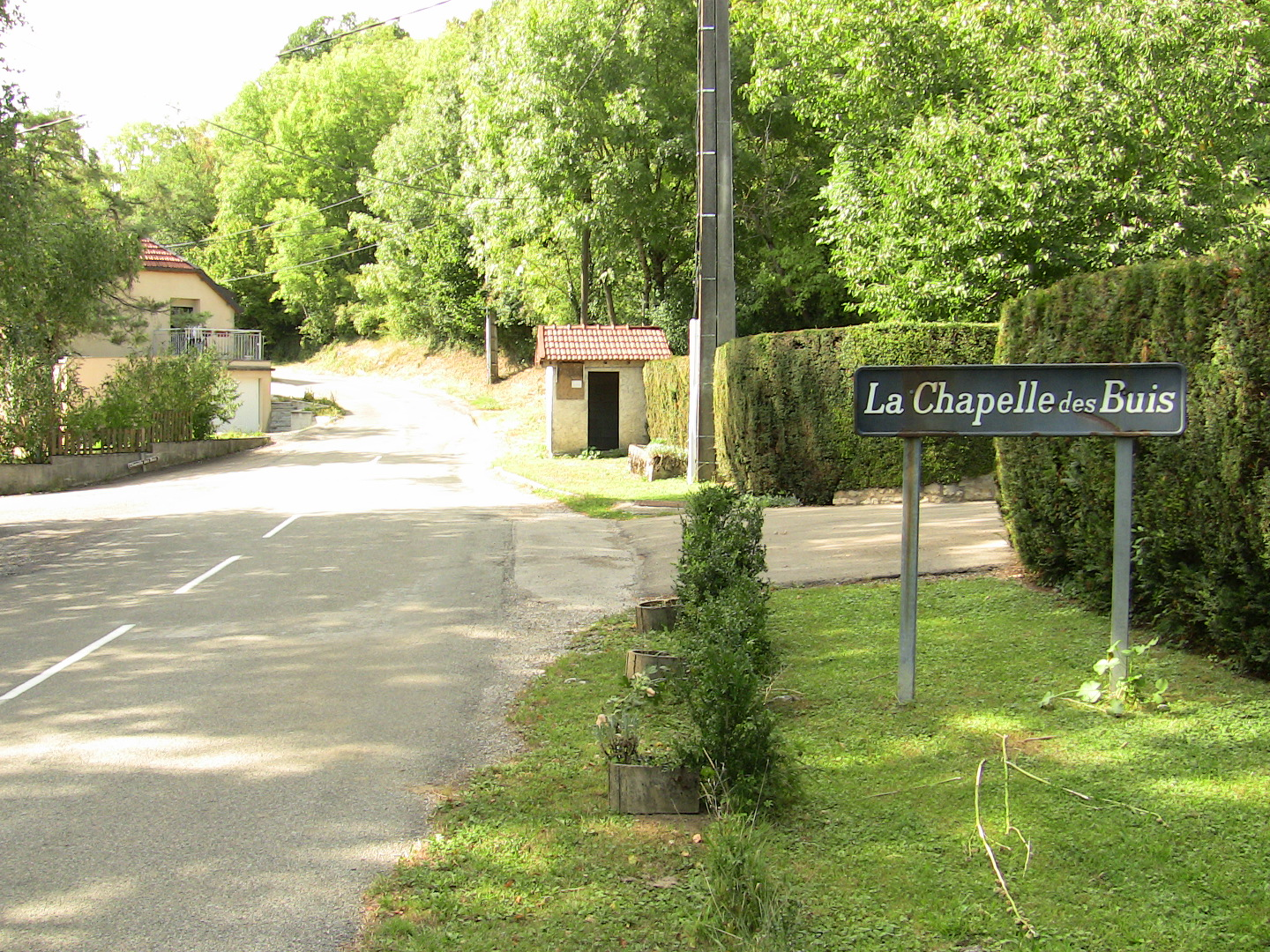
Besançon-Sud : la Chapelle des Buis.